# Parafia Wniebowzięcia Najświętszej Maryi Panny w Wildze
Parafia Wniebowzięcia Najświętszej Maryi Panny w Wildze – parafia rzymskokatolicka w Wildze.
Parafia założona w 1407 roku. Obecny kościół parafialny neogotycki, murowany, wybudowany w latach 1913-1918. Mieści się przy ulicy Warszawskiej.
Do parafii należą wierni zamieszkujący: Wilgę, Celejów, Cyganówkę, Holendry, Malinówkę, Ossówkę, Stare Podole, Skurczę, Trzciankę, Uśniaki, Władysławów, Zakrzew, Wolę Władysławowską i Wólkę Gruszczyńską.